# Podział administracyjny Nigerii

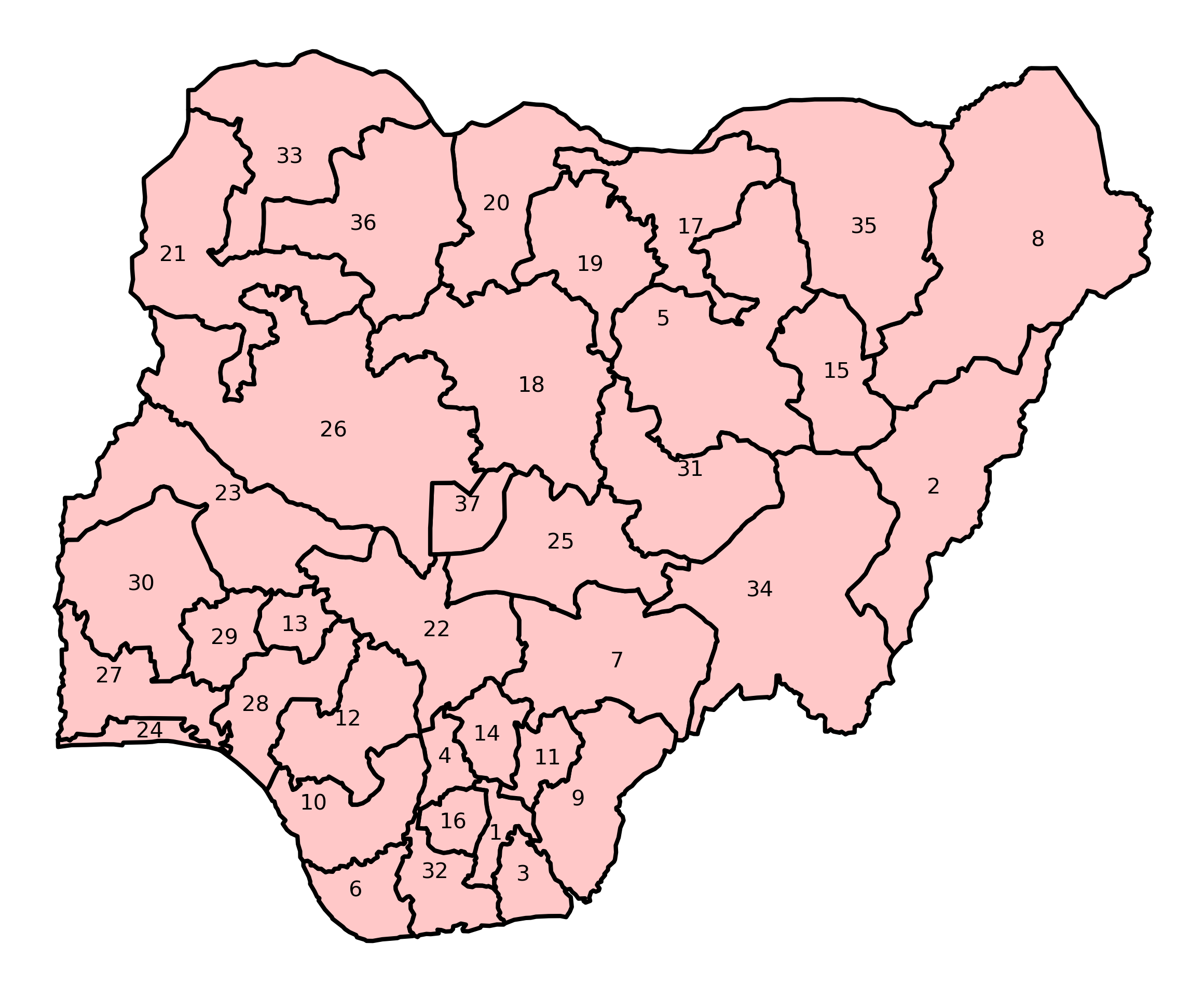
Stany Nigerii

Nigeria jest obecnie podzielona na 36 stanów i 1 terytorium
1. Abia
2. Adamawa
3. Akwa Ibom
4. Anambra
5. Bauczi
6. Bayelsa
7. Benue
8. Borno
9. Cross River
10. Delta
11. Ebonyi
12. Edo
13. Ekiti
14. Enugu
15. Gombe
16. Imo
17. Jigawa
18. Kaduna
19. Kano
20. Katsina
21. Kebbi
22. Kogi
23. Kwara
24. Lagos
25. Nassarawa
26. Niger
27. Ogun
28. Ondo
29. Osun
30. Oyo
31. Plateau
32. Rivers
33. Sokoto
34. Taraba
35. Yobe
36. Zamfara
37. Federalne Terytorium Stołeczne

## Historia
Przed uzyskaniem niepodległości w 1960 Nigeria była federacją trzech regionów – Północnego, Zachodniego i Wschodniego. W 1963 od Regionu Zachodniego odłączono dwie prowincje, tworząc z nich nowy region – Środkowo-Zachodni. W 1967 podzielono istniejące regiony na dwanaście stanów. Jedynie Region Środkowo-Zachodni uniknął podziału i przekształcił się w stan. W czasie wojny domowej w Nigerii Region Wschodni i Środkowo-Zachodni utworzyły secesjonistyczną Republikę Biafry. W 1976 utworzono siedem nowych stanów, co dawało w sumie dziewiętnaście. Wtedy również utworzono Federalne Terytorium Stołeczne. W 1989 utworzono dwa nowe stany, a w 1991 dziesięć kolejnych. Ostatnie pięć stanów utworzono w 1996, co dało łączną liczbę trzydziestu sześciu.